# العدو اللدود (فلم)
العدو اللدود (بالإنجليزية: Archenemy) هو فيلم أكشن بريطاني أمريكي من إخراج آدم أيجيبت مورتيمر وبطولة جو مانغانيلو،سكيلان بروكس،بول شير،إيمي سيمتيز وغلين هاورتون.
من المقرر عرض الفيلم في 11 ديسمبر 2020.